# Folicana perula
Folicana perula är en insektsart som beskrevs av Delong och Freytag 1972. Folicana perula ingår i släktet Folicana och familjen dvärgstritar. Inga underarter finns listade i Catalogue of Life.